# أرشيبالد سترونج
أرشيبالد سترونج (بالإنجليزية: Archibald Strong)‏ هو شاعر أسترالي، ولد في 30 ديسمبر 1876، وتوفي في 2 سبتمبر 1930.